# Carles Gil
Carles Gil de Pareja Vicent, noto semplicemente come Carles Gil (Valencia, 22 novembre 1992), è un calciatore spagnolo, centrocampista dei N.E. Revolution.

## Carriera

### Club
Nel 2013 ottiene la promozione in massima serie con la maglia dell'Elche, giocando poi in Primera División nel 2013-2014.

### Nazionale
Il 9 settembre 2013 debutta con la nazionale Under-21 giocando la sua unica partita, subentrando al posto di Álvaro Morata in una gara valida per le qualificazioni al campionato europeo di calcio Under-21 2015 contro l'Albania under 21.

## Palmarès

### Club

#### Competizioni nazionali
- Segunda División (Spagna): 1

Elche: 2012-2013
- MLS Supporters' Shield: 1

New England Revolution: 2021

### Individuale
- MLS Best XI: 2

2019, 2021
- Premio MVP della Major League Soccer: 1

2021